# 꾸러기 닌자 토리 (비디오 게임)
닌자 핫토리군(일본어: 忍者ハットリくん 닌쟈 핫토리 쿤[*]은 꾸러기 닌자 토리에서 파생된 게임이다. 허드슨(현 코나미 디지털 엔터테인먼트)에 의해 1986년 3월 5일에 발매되었다. 패밀리 컴퓨터(이하 "패미컴") 전용 액션 게임이다. 부제목은 "忍者は修行でござるの巻"이다.

## 같이 보기
- 꾸러기 닌자 토리